# فمینیسم پست‌مدرن
فمینیسم پست‌مدرن ترکیبی از پساساختارگرایی، پسامدرنیسم و فمینیسم فرانسوی است. هدف فمینیسم پست مدرن نشان دادن بی‌ثباتی هنجارهای مردسالاری است که با ریشه گذاشتن در جامعه، منجر به نابرابری جنسیتی شده‌است. فمینیسم‌های پست مدرن می‌کوشند این هدف را با رد ذات‌گرایی، فلسفه و حقایق جهانی به نفع پذیرش اختلافاتی که در میان زنان وجود دارد به ثمر برساند تا نشان دهد همهٔ زنان یکسان نیستند. این ایدئولوژی توسط فمینیست‌های پست مدرن رد شد زیرا آنها به این باورند اگر یک حقیقت در مورد زنان جامعه بکار برده شود، تجربه‌های فردی را به حداقل می‌رساند و ار این رو به آنها هشدار می‌دهد از ایده‌هایی که به عنوان یک هنجار در جامعه به نمایش درآمده است آگاهی داشته باشند زیرا این ممکن است نشات گرفته از تصورات مردانه در بارهٔ چگونگی به تصویر کشیدن زنان باشد.
فمینیست‌های پست مدرن به دنبال تجزیه و تحلیل هر نظریه و تصوری هستند که منجر به نابرابری جنسیتی شده‌است. فمینیست‌های پست مدرن با تجزیه و تحلیل این مفاهیم تلاش می‌کنند برابری جنسیتی را با انتقال از لوگوسنتریسم، حمایت از گفتمان‌های متعدد، ساختارشکنی و تلاش برای ارتقاء ذهنیت هستند. فمینیست‌های پست مدرن با جلب توجه به دوگانگی در جامعه و نشان دادن تأثیر زبان در تفاوت رفتار با جنسیت‌ها به رسمیت شناخته شده‌است.
گنجاندن نظریه پست مدرن در تئوری فمینیسم به راحتی توسط همه فمینیست‌ها پذیرفته نشده؛ برخی معتقدند تفکر پست مدرن تعرضی را که تئوری فمینیسم سعی در ایجاد آن دارند از بین می‌برد، این در حالیست که سایر فمینیست‌ها طرفدار این اتحاد هستند. به همین دلیل، همیشه پست مدرن و فمینیسم رابطه نا خوشایند داشته‌اند.

## ریشه‌ها و نظریه

### باتلر
رشته اصلی پست مدرن جدا از شاخه‌های دیگر فمینیسم است، شاید این بحث که سکس یا حداقل جنسیت، خود از طریق زبان ساخته می‌شود، دیدگاهی که جودیت باتلر در سال ۱۹۹۰ با عنوان «مشکل جنسیت» مطرح شده‌است. او کارهای سایمون دو بووار، میشل فوکو، ژاک لاکان و همچنین استدلال لویس اریگایرا مبنی بر اینکه آنچه ما به‌طور معمول «زنانه» می‌دانیم فقط بازتاب آنچه به عنوان مردانه ساخته شده‌است استفاده کرده و آن را نقد می‌کند.
باتلر تمایز ترسیم شده توسط فمینیسم‌های قبلی بین جنسیت (بیولوژیکی) و جنسیت (ساخته شده اجتماعی) را نقد می‌کند و سؤال می‌کند که چرا ما براین باوریم که اشیاء مادی (مانند بدن) تحت تأثیر فرایندهای ساخت اجتماعی خودشان نیستند. باتلر استدلال می‌کند که این امر اجازه انتقاد کافی از ذات گرایی را نمی‌دهد: اگر چه فمینیست‌ها معتقدند که جنسیت یک ساختار اجتماعی و همیشه در یک راستا ساخته می‌شود. استدلال او حاکی ار آن است که تبعیت و اطاعت زنان هیچ علت یا راه حل واحدی ندارد بنابراین فمینیسم پست مدرن به دلیل عدم ارائه هیچ راه حل مشخصی برای عمل مورد انتقاد قرار می‌گیرد. خود باتلر «پست مدرنیسم» را به این دلیل که این عبارت بسیار مبهم است تا معنی دار بودن، آن را رد می‌کند.
پائولا مویا با استدلال بیان می‌کند که باتلر این عدم پذیرش پسامدرنیسم را ناشی از بدخواهی آثار شریا مورگا می‌داند. " او اظهارات مورگا را مبنی بر خطر در رتبه بندی ظلم وستم است را خواند بدین معنا که ما هیچ راهی برای قضاوت در بین انواع ظلم نداریم-هرگونه تلاش برای ارتباط تصادفی یا سلسله مراتب انواع ظلم وستم‌هایی که مردم متحمل می‌شوند، یک امپراتور، استعمار، یا یک حرکت کلی این تلاش را بی اثر می‌کند… بنابراین، اگرچه در ابتدا به نظر می‌رسد که باتلر انتقاداتی که در مورد زنانی که از لحاظ تاریخی مانع از تصرف موقعیت "موضوع" فمینیسم شده‌اند، را درک کرده‌است، اما روشن می‌شود که صدای آنها صرفاً برای او مؤثر بوده‌است" (مویا ۷۹۰) مویا ادعا می‌کند چون باتلر احساس می‌کند انواع ظلم را نمی‌توان به‌طور خلاصه طبقه‌بندی کرد یا درجه‌بندی کرد، نه تنها بیرون انداختن ایده پسا مدرنیسم بلکه به‌طور کلی زنان.

### فروگ
مری جو فروگ اظهار داشت که یک «اصل و پایه» پست مدرنیسم این است که تجربه انسان «به‌طور اجتناب ناپذیری درون زبان» قرار دارد. اعمال قدرت نه تنها از طریق اجبار مستقیم، بلکه اعمال آن از طریق روشی که زبان واقعیت ما را شکل می‌دهد و محدود می‌کند. وی همچنین اظهار داشت که از آنجا که زبان همیشه برای تفسیر مجدد باز است، می‌توان از آن برای مقاومت در برابر این شکل‌گیری و محدودیت نیز استفاده کرد و بنابراین یک سایت مثمر ثمر برای مبارزه سیاسی است.
دومین اصل و اساس پست مدرن فروگ این است که رابطه جنسی یک امر طبیعی نیست، کاملاً تعیین‌کننده و قابل تعریف نیست. بلکه، رابطه جنسی بخشی از یک سیستم معنایی است که توسط زبان تولید می‌شود. وی همچنین استدلال می‌کند که «مکانیسم‌ها فرهنگی… بدن زنان زا با معانی رمزگذاری می‌کنند» و این مکانیسم‌های فرهنگی به توضیح و تفسیر این معانی می‌پردازند «با اشاره به تفاوت‌های 'طبیعی' بین جنسیت‌ها، تفاوت‌هایی که خود قوانین کمک به تولید آنها می‌کنند.»

### فمینیسم فرانسوی
فمینیسم فرانسوی همان‌طور که امروز شناخته شده‌است، یکی اختراع انگلیسی- آمریکایی است ساخته شده توسط آلیس ژاردین، تا بخشی از جنبش بزرگتر پست مدرنیسم در فرانسه در دهه ۱۹۸۰ باشد. فمینیسم فرانسوی شامل نظریه‌پردازی شکست پروژهٔ مدرنیست همراه با خروج آن است به ویژه برای فمینیسم، این به معنای بازگشت به بحث عینیت و تفاوت است. این اصطلاح بیشتر توسط توریل مویی، دانشگاهی متمرکز بر نظریه فمینیستی، که وی در کتاب سیاست جنسی/ متنی خود بیان کرده‌است. در این کتاب او بیشتر به تعریف فمینیسم فرانسه پرداخته که تنها شامل چند نویسنده مانند هلن سیکسو، لوسی اریگاری و ژولیا کریستوا، در عین حال به ایجاد تمایز بین فمینیسم فرانسوی و فمینیسم انگلیسی پرداخته‌است. وی اظهار داشت که تفاوت بین این دو در این است که فمینیست‌های انگلیسی-آمریکایی می‌خواهند "دیدگاه زن محور" و هویت زن را پیدا کنند، زیرا در گذشته به آنها فرصتی داده نشده‌است. فمینیست‌های فرانسوی بر این باورند که هیچ هویتی برای زن وجود ندارد اما "زن را می‌توان شناخت در جایی که تفاوت و مغایرت وجود دارد ". ایلین مارکس، دانشگاهی در زمینه مطالعات زنان، به بیان تفاوت دیگر بین فمینیست‌های آمریکایی، فرانسوی پرداخته‌است. فمینیست‌های فرانسوی، به ویژه فمینیست‌های رادیکال، گسترده‌تر از همتایان آمریکایی خود از سیستم‌هایی که به نفع مردان است، انتقاد و نکوهش کردند. این تقسیم‌بندی در نهایت اهمیت نظریه فمینیست‌های فرانسوی را بیشتر از دستور کار سیاسی و اهدافی گروه‌های دیگر کرد مانند فمینیست‌های رادیکال و جنبش آزادی زنان (جنبش آزادی زنان) که در آن زمان داشته‌است.

## نقدها

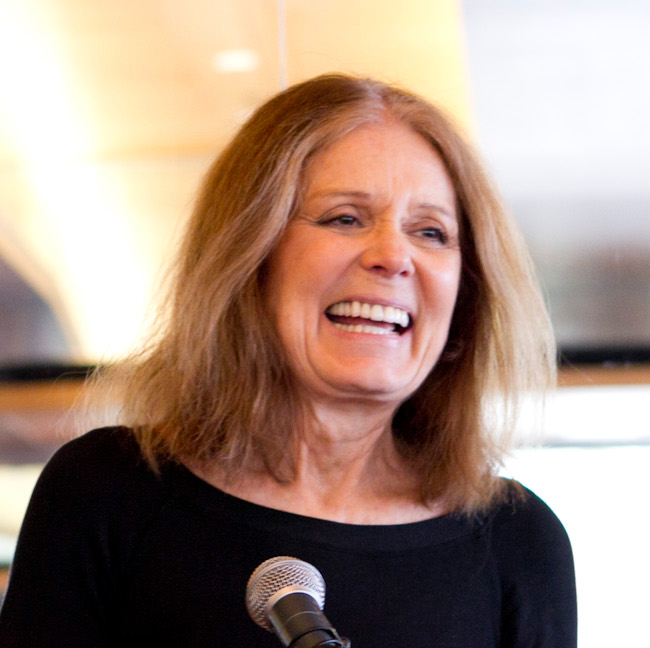
گلوریا اشتاینم، فعال فمینیست

از زمان پیدایش فمینیسم پست مدرن از دهه ۱۹۹۰ انتقادات بسیاری صورت گرفته‌است. بسیاری از انتقادات از سوی مدرنیست‌ها و فمینیست‌های حمایت کننده از تفکر پست مدرنیسم بوده‌است. آنها تمرکز خود را بر مضامین نسبی گرایی و نهیلیسم تعریف شده توسط پست مدرنیسم قرار دارند. گرچه منتقدان مدرنیست از همه مهم‌تر معتقدند که با کنار گذاشتن ارزشهای اندیشه روشنفکری، فمینیسم پست مدرن «از آزادی عمل سیاسی جلوگیری می‌کند». این نگرانی را می‌توان در منتقدانی مانند مگان موریس، کسی که اظهار داشت که فمینیسم پست مدرن این ریسک را دارد که اساس سیاست عملی مبتنی بر تفاوت جنسیت را از طریق ضد اصول گرایی بسیار، کم کند. آلیسون آلسیتر کتاب زنان روشنگر را برای انتقاد از پست مدرنیست‌ها و فمینیست‌های پست مدرن منتشر کرد و گفت که باید به ارزش‌های روشنگری و فمینیسم مدرنیسم بازگشت.گلوریا اشتانیم همچنین از نظریه فمینیستی و به ویژه نظریهٔ فمینیستی پست مدرنیسم انتقاد کرده‌است که بیش از حد آکادمیکاست، جایی که گفتمانی پر از اصطلاحات مختلف و غیرقابل برای هیچ‌کس مثمر ثمر و مفید نیست.